# Miltonia
Miltonia (укр. Мільтонія) — рід багаторічних трав'янистих рослин родини Орхідні.
Абревіатура родової назви в аматорському та промисловому квітникарстві — Mmt.
Систематичний стан роду не усталений. Деякі систематики відносять рід Мільтонія до підтриби Oncidiinae, триби Maxillareae, підродини Епідендрові.

## Біологічний опис
Симподіальні рослини середніх розмірів.
Псевдобульби невеликі, овальні, сильно сплюснуті, дволисті, з декількома лускоподібними листками, що покривають основу туберидії.
Листя тонкошкірясте, лінійно-ланцетове, гострокінцеве, світло-зелене, в нижній частині поздовжньо складене.
Квітки часто ароматні, нагадують квітки братків. Чашолистки коротше пелюсток. Губа велика, дволопатева.
Колонка коротка.
Полінієв — 2.

## Етимологія
Рід був названий на честь Вісконта Мільтона (Viscount Milton 1786—1857) — великого мецената садівництва та колекціонера орхідей.

## Поширення
Центральна та південна Бразилія, північний схід Аргентини, схід Парагваю.
Епіфіти у тінистих місцях вологих лісів на висотах від 200 до 1500 метрів над рівнем моря. Більшість видів трапляється на висотах від 600 до 900 метрів над рівнем моря.

## Види
За даними Королівських ботанічних садів у К'ю :
- Miltonia candida
- Miltonia clowesii
- Miltonia cuneata
- Miltonia flava
- Miltonia flavescens
- Miltonia kayasimae
- Miltonia moreliana
- Miltonia phymatochila
- Miltonia regnellii
- Miltonia russelliana
- Miltonia spectabilis

## Природнігібриди

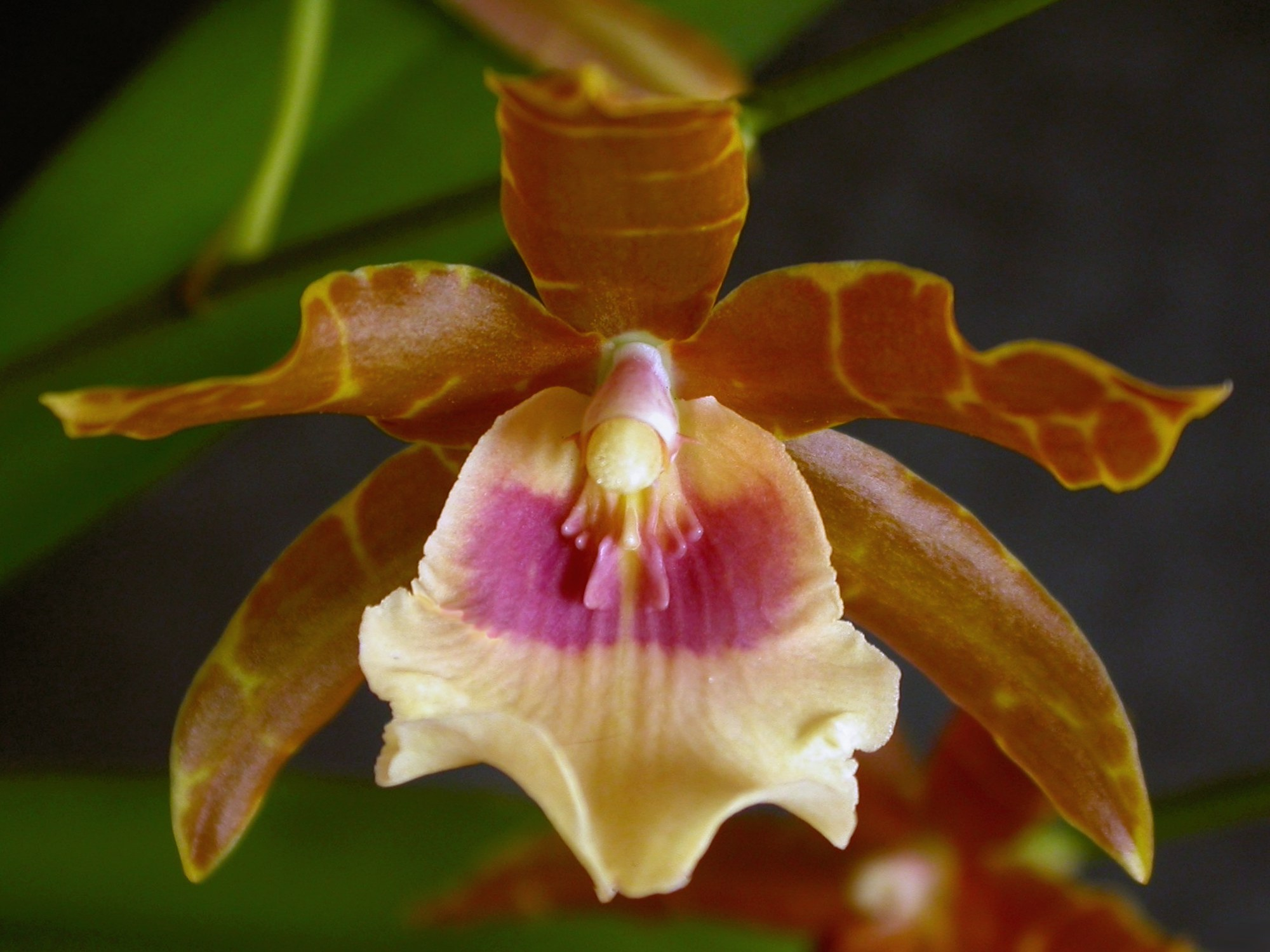
Miltonia × leucoglossa

- Miltonia ×binotii Cogn., 1897 (= Miltonia candida × Miltonia regnellii) (Бразилія)
- Miltonia × bluntii Rchb.f. 1879 (= Miltonia clowesii × Miltonia spectabilis) (Бразилія)
- Miltonia × cogniauxiae Peeters ex Cogn. & Gooss. 1900 (= Miltonia regnellii × Miltonia spectabilis) (Бразилія)
- Miltonia × cyrtochiloides Barb. Rodr. 1877 (= Miltonia flavescens × Miltonia spectabilis) (Бразилія)
- Miltonia ×lamarckeana Rchb.f. 1885 (= Miltonia candida × Miltonia clowesii) (Бразилія)
- Miltonia × leucoglossa auct., 1898 (= Miltonia candida × Miltonia spectabilis) (Бразилія)
- Miltonia × rosina Barb. Rodr., 1877 (= Miltonia cuneata × Miltonia spectabilis) (Бразилія)

## У культурі

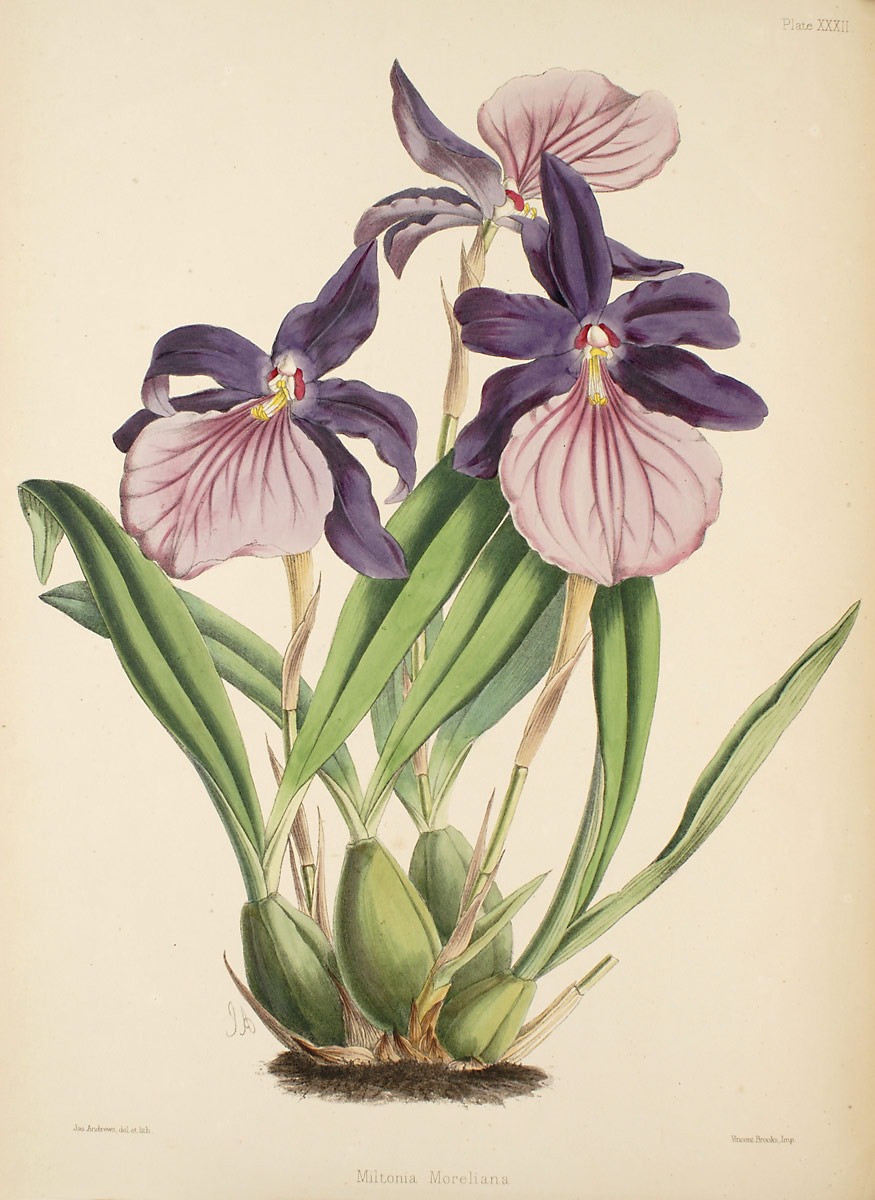
Miltonia moreliana

Світло : 1500-3000 FC. При вирощуванні рослин за вищих рівнях освітленості потрібна наявність інтенсивного руху повітря.
Відносна вологість повітря : 80-85 % цілий рік. Субстрат не повинен висихати повністю. Збалансоване мінеральне добриво в концентрації 1/4-1/2 від рекомендованої для кімнатних рослин застосовують щотижня в період активної вегетації.
Посадка здійснюється на вологоємні блоки, горщики або кошики для епіфітів. Субстрат для горщикової культури: суміш перліту, деревного вугілля, шматочків кори сосни та сфагнуму в різних пропорціях.
Пересадка здійснюється у міру розкладання субстрату, зазвичай щорічно.
Вимоги до температури залежить від екології виду.
Miltonia candida, Miltonia clowesii, Miltonia cuneata, Miltonia flavescens, Miltonia spectabilis. Літні денні температури 24-26 °C, нічні близько 18 °C. Зимові денні температури 20-21 °C, нічні 13-14 °C.
Miltonia anceps. Літні денні температури 26-28 ° C, нічні близько 20-21 °C. Зимові денні температури 22-23 °C, нічні близько 16 °C.
Miltonia kayasimae. Літні денні температури 24-26 °C, нічні близько 16-17 °C. Зимові денні температури 18-19 °C, нічні 11-12 °C.
Miltonia regnellii . Середня літня денна температура 27 °C, нічна 18 °C. Зимові денні температури 22-24 °C, нічні 15-16 °C.
Miltonia russelliana . Середня літня денна температура 25 °C, нічна 16 °C. Зимові денні температури 20-22 ° C, нічні 13-14 ° С .

## Штучні міжродові гібриди

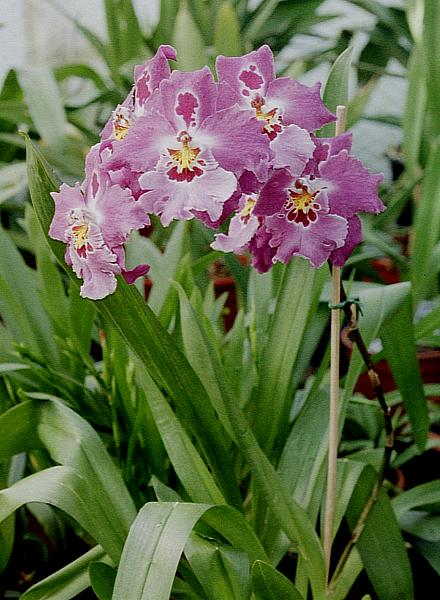
×Vuylstekeara Fall In Love 'Lovely Lady'

- × Aliceara (Brassia × Miltonia × Oncidium)
- × Aspodonia (Aspasia × Miltonia × Odontoglossum)
- × Bakerara (Brassia × Miltonia × Odontoglossum × Oncidium)
- × Beallara (Brassia × Cochlioda × Miltonia × Odontoglossum)
- × Biltonara (Ada × Cochlioda × Miltonia × Odontoglossum)
- × Blackara (Aspasia × Cochlioda × Miltonia × Odontoglossum)
- × Brilliandeara (Aspasia × Brassia × Cochlioda × Miltonia × Odontoglossum × Oncidium)
- × Burrageara (Cochlioda × Miltonia × Odontoglossum × Oncidium)
- × Charlesworthara (Cochlioda × Miltonia × Oncidium)
- × Colmanara (Miltonia × Odontoglossum × Oncidium)
- × Crawshayara (Aspasia × Brassia × Miltonia × Oncidium)
- × Degarmoara (Brassia × Miltonia × Odontoglossum)
- × Derosaara (Aspasia × Brassia × Miltonia × Odontoglossum)
- × Duggerara (Ada × Brassia × Miltonia)
- × Dunningara (Aspasia × Miltonia × Oncidium)
- × Forgetara (Aspasia × Brassia × Miltonia)
- × Goodaleara (Brassia × Cochlioda × Miltonia × Odontoglossum × Oncidium)
- × Maunderara (Ada × Cochlioda × Miltonia × Odontoglossum × Oncidium)
- × Milpasia (Aspasia × Miltonia)
- × Milpilia (Miltonia × Trichopilia)
- × Miltada (Ada × Miltonia)
- × Miltadium (Ada × Miltonia × Oncidium)
- × Miltarettia (Comparettia × Miltonia)
- × Miltassia (Brassia × Miltonia)
- × Miltistonia (Baptistonia × Miltonia)
- × Miltonidium (Miltonia × Oncidium)
- × Miltonioda (Cochlioda × Miltonia)
- × Morrisonara (Ada × Miltonia × Odontoglossum)
- × Norwoodara (Brassia × Miltonia × Oncidium × Rodriguezia)
- × Odontonia (Miltonia × Odontoglossum)
- × Rodritonia (Miltonia × Rodriguezia)
- × Sauledaara (Aspasia × Brassia × Miltonia × Oncidium × Rodriguezia)
- × Schafferara (Aspasia × Brassia × Cochlioda × Miltonia × Odontoglossum)
- × Schilligerara (Aspasia × Gomesa × Miltonia)
- × Segerara (Aspasia × Cochlioda × Miltonia × Odontoglossum × Oncidium)
- × Vanalstyneara (Miltonia × Odontoglossum × Oncidium × Rodriguezia)
- × Vuylstekeara (Cochlioda × Miltonia × Odontoglossum)
- × Withnerara (Aspasia × Miltonia × Odontoglossum × Oncidium)

## Ухудожній літературі
Мільтонії згадуються в наступних романах Рекса Стаута про детектива Ніро Вульфа: Золоті павуки, Вістря списа, Знову вбивати.